# Без ет Епарон
Без ет Епарон (фр. Bez-et-Esparon) насеље је и општина у јужној Француској у региону Лангдок-Русијон, у департману Гар која припада префектури Виган.
По подацима из 2011. године у општини је живело 356 становника, а густина насељености је износила 42,74 становника/km². Општина се простире на површини од 8,33 km². Налази се на средњој надморској висини од 314 метара (максималној 861 m, а минималној 279 m).

## Демографија
| 1962. | 1968. | 1975. | 1982. | 1990. | 1999. | 2011. |
| ----- | ----- | ----- | ----- | ----- | ----- | ----- |
| 285   | 377   | 344   | 338   | 314   | 301   | 356   |

График промене броја становника у току последњих година